# Razambek Zhamalov
Razambek Zhamalov, né le 1er juin 1998 à Khasavyurt, est un lutteur tchétchène spécialisé dans la lutte libre. Il remporte une médaille d'or aux Jeux olympiques d'été de 2024 à Paris où il représente l'Ouzbékistan.